# Seizième circonscription de la préfecture d'Osaka
La seizième circonscription de la préfecture d'Osaka (大阪府第16区, Ōsaka-fu dai-jūroku-ku) est l'une des dix-neuf circonscriptions législatives que compte la préfecture d'Osaka au Japon.

## Description géographique
Depuis 1994, la seizième circonscription de la préfecture d'Osaka comprend une partie de la ville de Sakai qui correspond, depuis 2013, aux arrondissements de Sakai, Higashi et Kita,,.

## Députés
| Législature | Début de mandat | Fin de mandat | Député élu             | Parti politique | Parti politique |
| ----------- | --------------- | ------------- | ---------------------- | --------------- | --------------- |
| 41e         | 1996            | 2000          | Kazuo Kitagawa         |                 | Shinshintō      |
| 42e         | 2000            | 2003          | Kazuo Kitagawa         |                 | Kōmeitō         |
| 43e         | 2003            | 2005          | Kazuo Kitagawa         |                 | Kōmeitō         |
| 44e         | 2005            | 2009          | Kazuo Kitagawa         |                 | Kōmeitō         |
| 45e         | 2009            | 2012          | Hiroyuki Moriyama (ja) |                 | PDJ             |
| 46e         | 2012            | 2014          | Kazuo Kitagawa         |                 | Kōmeitō         |
| 47e         | 2014            | 2017          | Kazuo Kitagawa         |                 | Kōmeitō         |
| 48e         | 2017            | 2021          | Kazuo Kitagawa         |                 | Kōmeitō         |
| 49e         | 2021            | 2024          | Kazuo Kitagawa         |                 | Kōmeitō         |
| 50e         | 2024            | -             | Masaki Kuroda (ja)     |                 | Ishin           |